# Comment j'ai tué mon enfant
Comment j'ai tué mon enfant è un film del 1925 diretto da Alexandre Ryder.

## Trama
Dominique viene cresciuto con moltissime precauzioni. È un ragazzo indeciso che esita tra l'affetto che prova per Lolita e l'esempio che gli è stato dato da un giovane prete. La famiglia di Dominique è preoccupata per il suo attaccamento alla chiesa e fanno di tutto per fargli sposare Lolita.